# Kärrstorp
Kärrstorp är en by i Bosarps socken i Eslövs kommun i Skåne län, belägen väster om Stehag.
Ortnamnet är belagt åtminstone sedan 1370 och skrevs då Kæresthorp.

### Webbkällor
- Kärrstorp i "Skånsk ortnamnsdatabas" hos Institutet för språk och folkminnen